# Itsunori Onodera
Pour les articles homonymes, voir Onodera.
Itsunori Onodera (小野寺 五典, Onodera Itsunori), né le 5 mai 1960 à Kesennuma (préfecture de Miyagi), est un homme politique japonais. Membre du PLD, il est ministre de la Défense du 26 décembre 2012 au 3 septembre 2014 et du 3 août 2017 au 2 octobre 2018, date à laquelle il est remplacé à ce poste par Takeshi Iwaya.

## Biographie
Il est affilié au lobby Nippon Kaigi[réf. nécessaire].